# Prêmio Margaret Oakley Dayhoff
O Prêmio Margaret Oakley Dayhoff da Sociedade Biofísica em Rockville, Maryland, é dada a uma mulher que "se mostra uma promessa ou tem alcançado destaque durante o desenvolvimento das primeiras fases de uma carreira em pesquisa em biofísica". É "uma das maiores nacionais" em biofísica. O prêmio foi criado em 1984, em homenagem a Margaret Dayhoff, uma biofísica associada à Sociedade Biofísica e à Fundação Nacional de Investigação Biomédica.

## Laureadas
Fonte: Sociedade Biofísica
- 1984/85: Dagmar Ringe e Bonnie Ann Wallace
- 1985/86: Barbara A. Lewis
- 1986/87: Barbara E. Ehrlich
- 1987/88: Rachel E. Klevit
- 1988/89: Nancy L. Thompson
- 1989/90: Anne Walter
- 1990/91: Jeanne Rudzki Small
- 1991/92: Hazel M. Holden e Francine R. Smith
- 1992/93: Carol Vandenberg
- 1993/94: Jean S. Baum
- 1994/95: Hillary C. M. Nelson
- 1995/96: Lynne Regan
- 1996/97: Susan Marqusee
- 1997/98: Bonnie Anne Berger
- 1998/99: Judith R. Mourant
- 1999: Lydia Gregoret
- 2000/2001: Millie M. Georgiadis e Ka Yee Christina Lee
- 2002: Gina MacDonald
- 2003: Hao Wu
- 2004: Dorothee Kern
- 2005: Sarah Keller
- 2006: Anne Hinderliter
- 2007: Kalina Hristova
- 2008: Judith Klein-Seetharaman
- 2009: Teresa Giraldez, Adrienne L. Fairhall e Jin Zhang
- 2010: Crina Nimigean e Maria Spies
- 2011: Diane Lidke
- 2012: Lucy R. Forrest[3]
- 2013: Jennifer L. Ross e Katherine Henzler-Wildman[4]
- 2014: Sarah Veatch[5]
- 2015: Antonina Roll-Mecak[6]
- 2016: Sophie Dumont e Polina Lishko[7]
- 2017: Julie S. Biteen